# David O’Leary
David Anthony O'Leary (Stoke Newington, London, 1958. május 2. –) ír válogatott labdarúgó, edző.

## Pályafutása

### Klubcsapatban
Stoke Newingtonban, Londonban született, de 5 éves korában Dublinba költözött a családjával. Pályafutása legnagyobb részét az Arsenal csapatánál töltötte, ahol 1975 és 1993 között játszott. 1975. augusztus 16-án egy Burnley elleni mérkőzésen mutatkozott be 17 évesen. Az Arsenal tagjaként két bajnoki címet, két FA-kupát és két ligakupát nyert. 1993 és 1995 között a Leeds United játékosa volt.   

### A válogatottban
1976 és 1993 között 68 alkalommal szerepelt az ír válogatottban és 1 gólt szerzett. 1976. szeptember 18-án egy Anglia elleni mérkőzésen mutatkozott be, amely 1–1-es döntetlennel ért véget. Részt vett az 1990-es világbajnokságon. 

### Edzőként
1998 és 2002 között a Leeds United vezetőedzője volt. Az UEFA-bajnokok ligája 2000–01-es sorozatában a legjobb négy közé juttatta az együttesét, ahol a Valenciával szemben maradtak alul. 2003 és 2006 között az Aston Villát irányította. 2010 júliusában az Egyesült Arab Emírségekbeli Al-Ahli élére nevezték ki, ahol 2011 áprilisáig dolgozott.

## Sikerei, díjai
Arsenal
- Angol bajnok (2): 1988–89, 1990–91
- Angol kupa (2): 1978–79, 1992–93
- Angol ligakupa (2): 1986–87, 1992–93
- Angol szuperkupa (1): 1991